# Anthony Pereira
Professor Anthony W. Pereira (nascido em 21 de fevereiro de 1959) é um acadêmico britânico especializado em estudos brasileiros. Foi diretor do King's Brazil Institute, da King's College London desde sua fundação até setembro de 2020. Sua obra se dedica ao estudo do autoritarismo, democracia, direitos humanos e segurança pública.
Pereira é doutor em Governo pela Universidade Harvard. Atualmente é professor e diretor do Kimberly Green Latin American and Caribbean Center na Universidade Internacional da Flórida, tendo anteriormente lecionado na New School for Social Research, na Universidade Harvard, na Universidade Tufts, na Universidade Tulane, todas nos Estados Unidos, e na King's College London, no Reino Unido. 
No Brasil, Pereira foi professor visitante no departamento de ciência politica da Universidade Federal de Pernambuco (UFPE) e no Instituto de Relações Internacionais da Universidade de São Paulo (USP).

## Presidência e renuncia na BRASA
Entre 2014 e 2016 presidiu a Brazilian Studies Association (BRASA). O final de seu mandato foi marcado por um “racha” na entidade entorno do impeachment da ex-presidente Dilma Rousseff.
Durante a XIII reunião da BRASA, entre 31 de março e 02 de abril na Universidade Brown, nos Estados Unidos, a aprovação de um manifesto proposto pelo professor James Green denunciado o golpe no Brasil dividiu a Organização entre aqueles que acreditavam que o documento deveria ser imediatamente aprovado e aqueles que gostariam de debatê-lo mais longamente. No dia seguinte ao evento, tendo concluído sua presidência, Pereira renunciou a seu cargo no Conselho Executivo e se desfiliou da entidade.

## Brasilianismo, latinoamericanismo e contribuições na imprensa
Pereira é autor de livros de referência sobre o Brasil no exterior como  "Modern Brazil: a very short introduction" (Oxford University Press, 2020), "Understanding Contemporary Brazil" (Routledge, 2018), e "The Brazilian Economy Today: Towards a New Socio-Economic Model?" (Palgrave Macmillan, 2015).
Em 2023, Pereira editou a obra coletiva "Right-Wing Populism in Latin America and Beyond" (Routledge), analisando entre outros os governos de Jair Bolsonaro no Brasil, Nayib Bukele em El Salvador e a eleição de Javier Milei na Argentina.
Pereira contribui regularmente com a imprensa brasileira e estrangeira em temas de política, governo e direitos humanos no Brasil e sobre a política interna do Reino Unido.

## Autoritarismo e repressão
A principal obra de Pereira é Ditadura e Repressão (Paz e Terra, 2010), originalmente publicada em inglês sob o título "Political (in)justice – authoritarianism and the Rule of Law in Brazil, Chile, and Argentina" (Pittsburg University Press, 2005) , onde o autor argumenta que a ditadura militar brasileira desenvolveu um perfil distinto daquelas de Argentina e Chile ao criar uma legalidade autoritária em distinção as ações clandestinas que caracterizaram a repressão nos países vizinhos. 
A maior "legalidade" do regime militar brasileiro implicou, de um lado, em um número menor de mortos e desaparecidos. Porém, por outro, a institucionalizado autoritária infiltrou-se de maneira mais profunda no estado brasileiro, dificultando as reformas institucionais necessárias para o pleno funcionamento da democracia.